# 3755 Lecointe
3755 Lecointe eller 1950 SJ är en asteroid i huvudbältet, som upptäcktes den 19 september 1950 av den belgiske astronomen Sylvain Arend i Uccle. Den har fått sitt namn efter den belgiske astronomen Georges Lecointe.
Asteroiden har en diameter på ungefär 27 kilometer.